# 규산염 광물

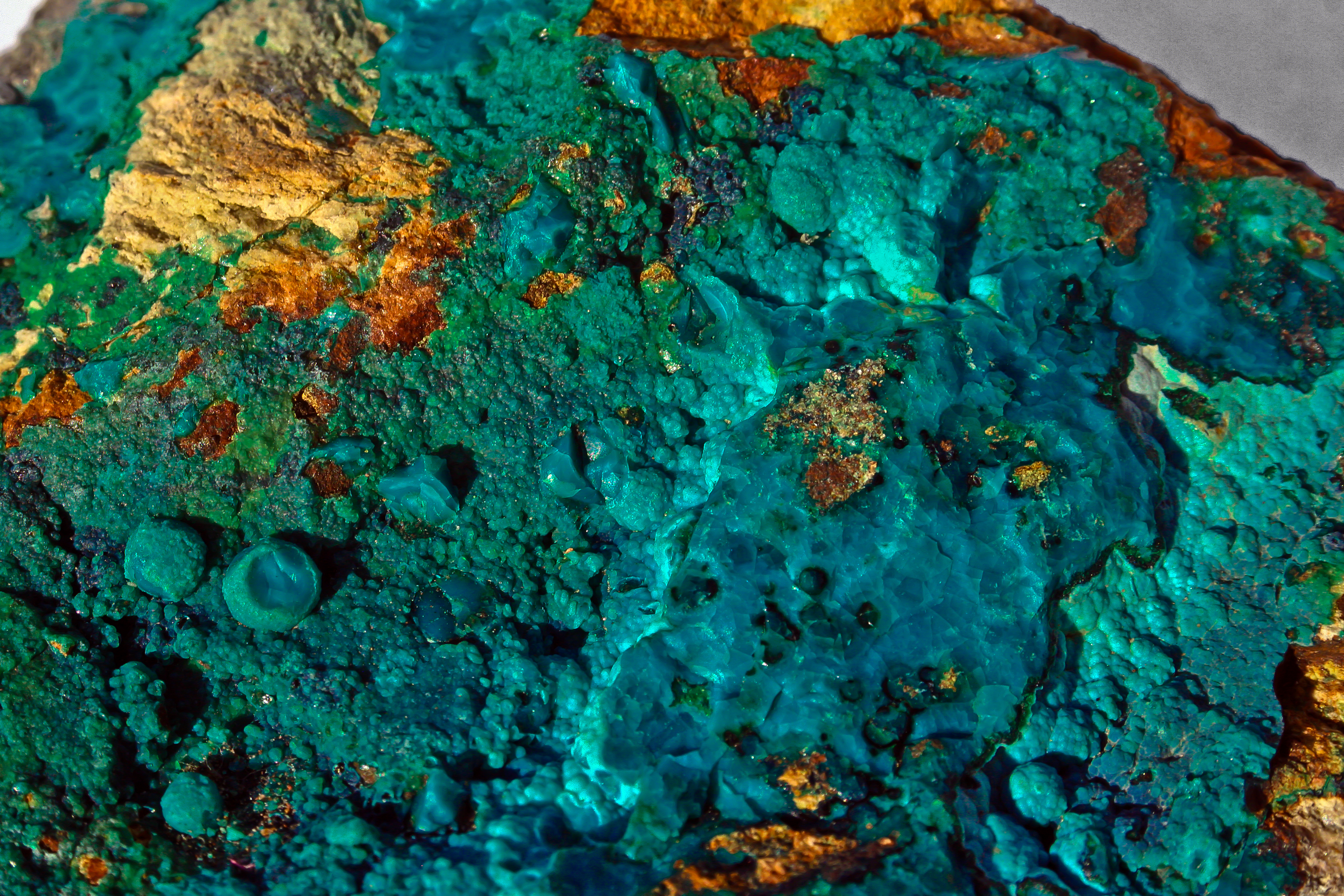
구리 규산염 광물 규공작석.

규산염 광물(硅酸鹽鑛物, silicate minerals)은 지각(地殼, earth's crust)의 약 90%를 차지하는 조암 광물이다. 각기 다른 비율의 규소와 산소를 함유하고 있는 규산염군의 구조를 기반으로 분류된다. 크기가 가장 크고 가장 중요한 계열의 조암 광물로 이루어져 있다.

## 네소실리케이트 및 오르소실리케이트

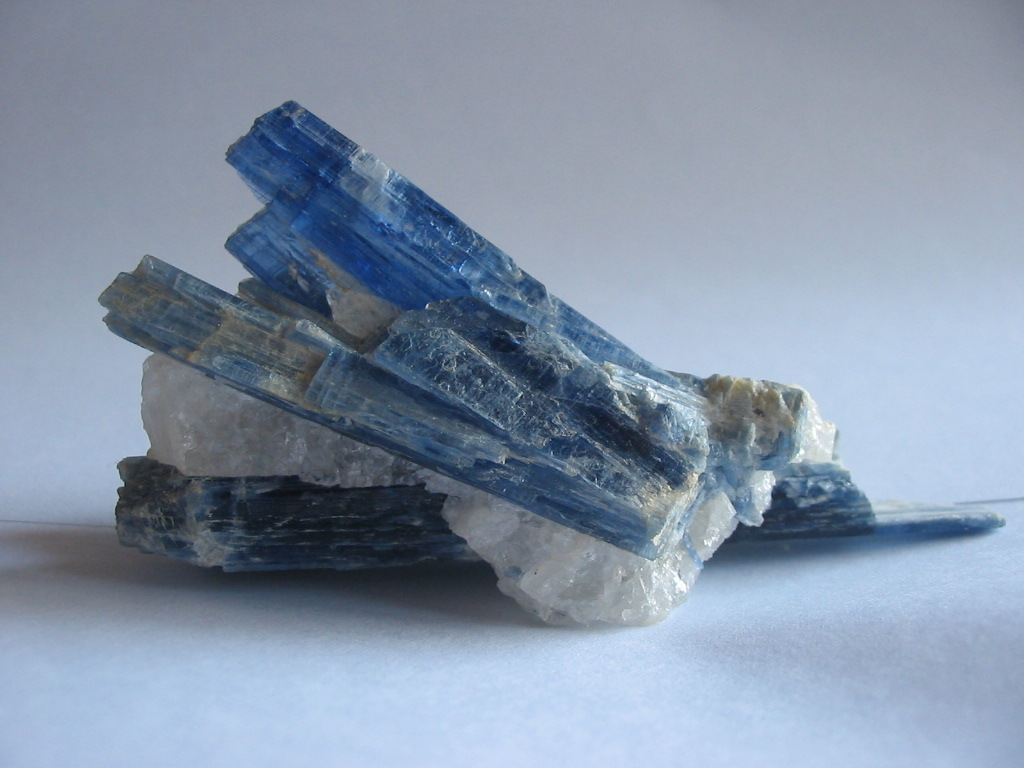
남정석 결정

네소실리케이트(섬을 뜻하는 고대 그리스어 νῆσος nēsos에서 유래) 또는 오르소실리케이트는
오르소실리케이트 이온을 가지고 있으며 이는 고립된 [SiO4]4- 사면체를 구성하며 이는
간질 양이온에 의해서만 연결된다. 니켈-스트런츠 구분 상 09.A로 분류된다.
- 페나카이트 군
  - en:Phenakite – Be2SiO4
  - en:Willemite – Zn2SiO4
- 감람석 군
  - en:Forsterite – Mg2SiO4
  - en:Fayalite – Fe2SiO4
  - en:Tephroite – Mn2SiO4
- 석류석 군
  - en:Pyrope – Mg3Al2(SiO4)3
  - en:Almandine – Fe3Al2(SiO4)3
  - en:Spessartine – Mn3Al2(SiO4)3
  - en:Grossular – Ca3Al2(SiO4)3
  - en:Andradite – Ca3Fe2(SiO4)3
  - en:Uvarovite – Ca3Cr2(SiO4)3
  - en:Hydrogrossular – Ca3Al2Si2O8(SiO4)3−m(OH)4m
- 지르콘 군
  - 지르콘 – ZrSiO4
  - en:Thorite – (Th,U)SiO4
  - en:Hafnon - (Hf,Zr)SiO4

- Al2SiO5 군
  - 홍주석 – Al2SiO5
  - 남정석 – Al2SiO5
  - 규선석 – Al2SiO5
  - en:Dumortierite – Al6.5–7BO3(SiO4)3(O,OH)3
  - 황옥 – Al2SiO4(F,OH)2
  - 십자석 – Fe2Al9(SiO4)4(O,OH)2
- 휴마이트 군 – (Mg,Fe)7(SiO4)3(F,OH)2
  - en:Norbergite – Mg3(SiO4)(F,OH)2
  - en:Chondrodite – Mg5(SiO4)2(F,OH)2
  - 휴마이트 – Mg7(SiO4)3(F,OH)2
  - en:Clinohumite – Mg9(SiO4)4(F,OH)2
- en:Datolite – CaBSiO4(OH)
- en:Titanite – CaTiSiO5
- en:Chloritoid – (Fe,Mg,Mn)2Al4Si2O10(OH)4
- en:Mullite (Porcelainite로도 알려져 있음) – Al6Si2O13

## 망상 규산염
망상 규산염(Tectosilicates 또는 "framework silicates")는 SiO2 또는 1:2 비율의 규산염
사면체의 3차원 구조를 가지고 있다. 이 그룹은 지구의 지각)의 거의 75 %를 구성한다.
석영 군을 제외하고는 규산염은 알루미노 실리케이트이다. 니켈-스트룬츠 분류 상으로는 09.F, 09.G, 04.DA으로

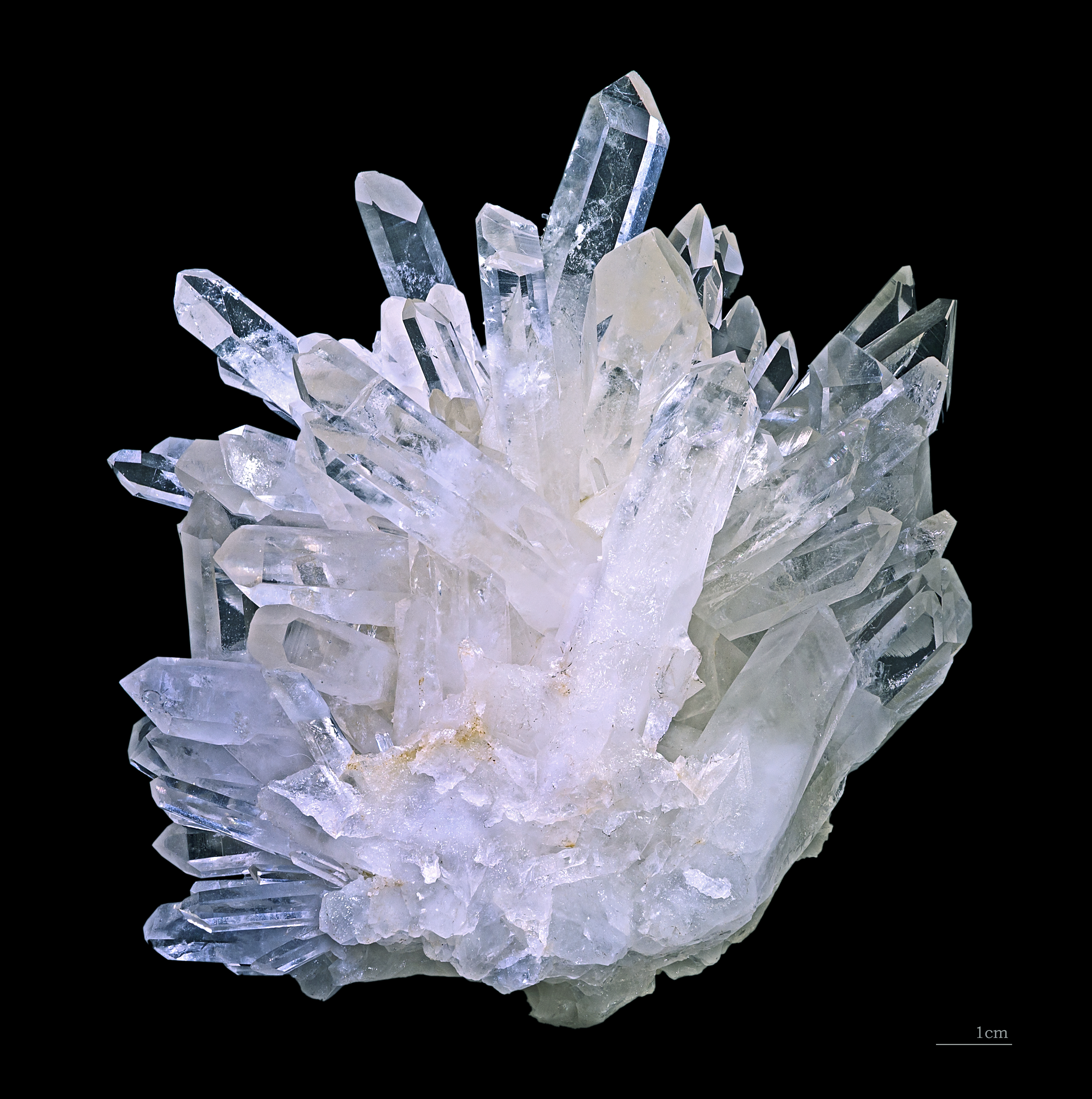
석영

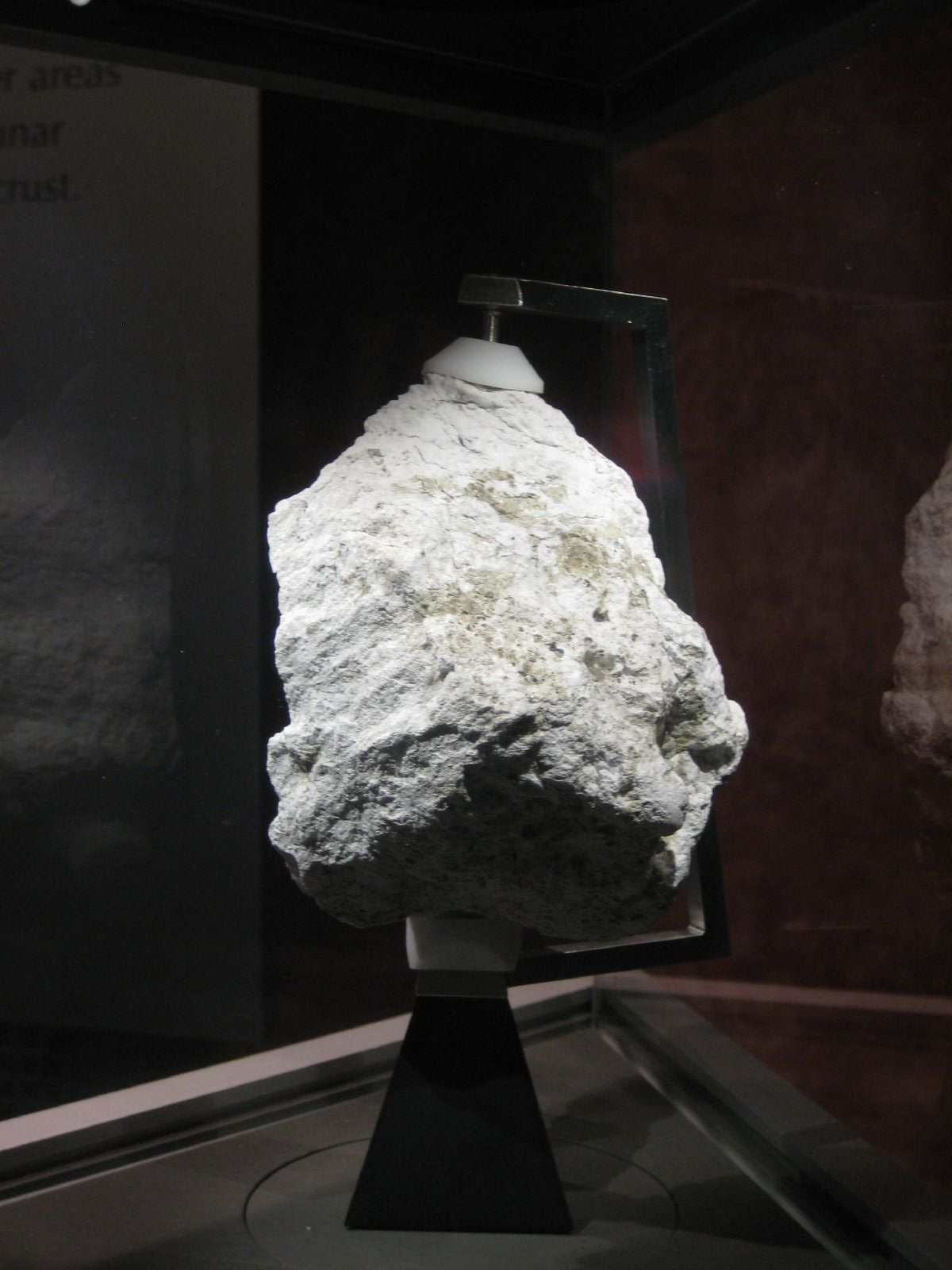
데카르트 분화구 근처의 달의 고지대에서 아폴로 16호 우주 비행사가 수집한 달의 철함유 사장암(사장석)

분류된다.(석영/실리카 계열)
- 석영 군
  - 석영 – SiO2
  - en:Tridymite – SiO2
  - en:Cristobalite – SiO2
  - en:Coesite – SiO2
  - en:Stishovite – SiO2
  - en:Moganite - SiO2
  - 옥수 - SiO2
- 장석 군
  - 알칼리 장석 (칼륨 장석)
    - en:Microcline – KAlSi3O8
    - 정장석 – KAlSi3O8
    - en:Anorthoclase – (Na,K)AlSi3O8
    - en:Sanidine – KAlSi3O8

  - 사장석
    - 조장석 – NaAlSi3O8
    - en:Oligoclase – (Na,Ca)(Si,Al)4O8 (Na:Ca 4:1)
    - en:Andesine – (Na,Ca)(Si,Al)4O8 (Na:Ca 3:2)
    - en:Labradorite – (Ca,Na)(Si,Al)4O8 (Na:Ca 2:3)
    - en:Bytownite – (Ca,Na)(Si,Al)4O8 (Na:Ca 1:4)
    - en:Anorthite – CaAl2Si2O8
- 준장석 군
  - en:Nosean – Na8Al6Si6O24(SO4)
  - en:Cancrinite – Na6Ca2(CO3,Al6Si6O24).2H2O
  - en:Leucite – KAlSi2O6
  - en:Nepheline – (Na,K)AlSiO4
  - en:Sodalite – Na8(AlSiO4)6Cl2
    - en:Hauyne – (Na,Ca)4–8Al6Si6(O,S)24(SO4,Cl)1–2

  - en:Lazurite – (Na,Ca)8(AlSiO4)6(SO4,S,Cl)2
- 엽장석 – LiAlSi4O10
- 스카폴라이트 군
  - en:Marialite – Na4(AlSi3O8)3(Cl2,CO3,SO4)
  - en:Meionite – Ca4(Al2Si2O8)3(Cl2CO3,SO4)
- 방비석 – NaAlSi2O6·H2O
- 제올라이트 군
  - en:Natrolite – Na2Al2Si3O10·2H2O
  - en:Erionite – (Na2,K2,Ca)2Al4Si14O36·15H2O
  - en:Chabazite – CaAl2Si4O12·6H2O
  - en:Heulandite – CaAl2Si7O18·6H2O
  - en:Stilbite – NaCa2Al5Si13O36·17H2O
  - en:Scolecite – CaAl2Si3O10·3H2O
  - en:Mordenite – (Ca,Na2,K2)Al2Si10O24·7H2O